# Iwao Takamoto
Iwao Takamoto (Los Angeles, 29 april 1925 – aldaar, 8 januari 2007) was een Japans/Amerikaans tekenfilmmaker, tv-producent en filmregisseur. Hij was de geestelijk vader van Scooby Doo.
De vader van Takamoto's emigreerde van Hiroshima naar de Verenigde Staten voor zijn gezondheid. Hij kwam slechts eenmaal terug om met zijn vrouw te trouwen. Na het bombardement van Pearl Harbor moest Takamoto's familie, zoals vele andere Japans/Amerikanen, verhuizen naar een interneringskamp. Tot het einde van de Tweede Wereldoorlog zaten ze in het Manzanar interneringskamp. Daar leerde Takamoto van kampgenoten zijn eerste tekentechnieken.
Aan het einde van de Tweede Wereldoorlog trad Takamoto in de tekenfilmwereld. Hij werd door Walt Disney in dienst genomen als assistant animator in 1947. Hij werkte als animator aan titels als Assepoester, Doornroosje, 101 Dalmatiërs en Lady en de Vagebond.
Takamoto zat meer dan 60 jaar in het vak en werkte mee aan tekenfilms als Peter Pan en The Flintstones.
Hij stierf op 8 januari 2007 op een leeftijd van 81 jaar in een ziekenhuis in Los Angeles.